# Nu1 Draconis
Nu1 Draconis (Kuma, 24 Draconis) é uma estrela na direção da constelação de Draco. Possui uma ascensão reta de 17h 32m 10.42s e uma declinação de +55° 11′ 02.8″. Sua magnitude aparente é igual a 4.89. Considerando sua distância de 99 anos-luz em relação à Terra, sua magnitude absoluta é igual a 2.48. Pertence à classe espectral Am.... É componente do sistema nu Draconis.